# Силицијум
Силицијум (Si, лат. silicium) металоид је A групе. Стабилни изотопи силицијума су: и . Најважнија једињења силицијума су: оксид силицијума, који је главни састојак песка и стакла; киселине силицијума , као и њихове соли, хлоросиликати и алкосиликати. Силицијум се такође доста користи у електро индустрији.
Силицијум је други елемент по заступљености(одмах после кисеоника) на Земљи. Силицијум слично угљенику гради ланце силицијум-силицијум, силицијум-кисеоник-силицијум и силицијум-азот-силицијум. Постоји доста бројна (око 300 000) група таквих једињења, ипак има их доста мање него угљеникових једињења. Значај силицијума за живе организме ипак није велики. Њега неки организми користе за грађење ћелијског зида, а значајан је као и састојак неколико ензима.
Силицијум је 1822. године издвојио Јонс Бежелиус из SiO2(који је тада сматран за хемијски елемент), претварајући га флуороводоничном киселином (HF) у SiF4 и редукујући га калијумом. Распрострањеност силицијума на Земљи је доста велика 26,95% и он је други елемент по распрострањености (одмах после кисеоника). Као што угљеник има најважнију улогу у органском свету такву улогу силицијум има у неорганском, јер SiO2 у разним облицима (кварц, песак, кристобалит) као и минерали силикати и алумосиликати чине већину стена које граде земљину кору.

## Историја
Антоан Лавоазје је био први научник који је 1787. године приметио да је силика могући оксид неког, до тада још неоткривеног, хемијског елемента. Након што је покушао да из силике изолује чисти силицијум, Хамфри Дејви је 1808. године предложио име silicium за нови елемент, назив изведен из латинског silex, silicis у значењу кремен и наставка -ium, јер је веровао да се ради о металу. Сматра се да су Ге-Лисак и Тенард 1811. године добили, непотпуно чисти, аморфни силицијум, тако што су загрејавали, тада новооткривени, метал калијум уз додатак силицијум тетрафлуорида, међутим производ те реакције нису у довољној мери издвојили и пречистили, нити су му одредили особине, не знајући да се ради о новом елементу. Данашње име силицијуму је дао шкотски хемичар Томас Томсон 1817. године. Он је задржао део имена који је дао Дејви, али је уместо додатка -иум додао -он (енгл. silicon), јер је веровао да је силицијум неметал сличан бору (енгл. boron) или угљеник (енгл. carbon).
Берцелијус је 1823. године добио аморфни силицијум користећи сличну методу као Ге-Лисак (метал калијум и калијум-флуоросиликат), али је производ реакције пречистио испирајући га константно те добио смеђи прах. Због тога, данас се у литератури врло често може пронаћи да је он открио елементарни силицијум. Силицијум, у свом много више уобичајеном кристалном облику није добијен током наредне 31 године, све док га није пронашао Девил. Он је 1854. године покушао да добије метални алуминијум из алуминијум хлорида, а који је био знатно загађен силицијум хлоридом. Девил је користио два метода за добијање алуминијума: загрејавање алуминијум хлорида уз присуство натријума у интерној атмосфери (водоника); те топљење алуминијум хлорида са натријум хлоридом и електролизом те мешавине. У оба случаја настајао је чисти силицијум. Он се растварао у истопљеном алуминијуму, али се након његовог хлађења кристализирао. Растварањем чврстог алуминијума у хлороводоничној киселини појављивале су се љускице кристалног силицијума. На крају, Девил је добио кристални силицијум загревајући хлорид или флуорид силицијума са металним натријумом, изоловао аморфни силицијум, истопио тај аморфни облик са соли и загрејао мешавину док сва со није испарила. Помоћу електролизе нечистог натријум алуминијум хлорида који садржи око 10% силицијума, он је успео 1854. године да добије релативно чисти алотроп силицијума. Касније, пронађене су и развијене много јефтиније методе за изоловање силицијума у неколико алотропских модификација, а једна од најновијих је силицен.
Пошто је силицијум један од врло важних елемената у индустрији полупроводника и уређаја високе технологије, многа места на свету носе његово име. Један од познатијих примера је Силицијумска долина (Silicon Valley) у Калифорнији, која носи име елемента јер је он, између осталог, основа бројних данашњих индустрија заснованих на рачунарској технологији. И друга географска места која имају одређену везу с индустријом имају у свом имену неку повезаност са силицијумом. Примери укључују силицијумску шуму у Орегону, Силикон Хилс у Остину (Тексас), силиконска Саксонија у Немачкој, Силиконска долина код Бангалора у Индији, Силиконска граница у Мехикалију (Мексико), Силикон Фен у Кембриџу, Енглеска, Силикон Глен у Шкотској и Силикон Горџ у Бристолу, Енглеска.

## Особине

### физичке
На собној температури, силицијум је у чврстом стању и има релативно високу тачку топљења и кључања од 1410 и 3260 °C. У течном стању има много већу густину (2,533 g/cm3 при тачки топљења) него када је чврст. Када прелази у чврсто стање не скупља се као већина супстанци, него се шири, слично као што се јавља код леда и воде. Са релативно високом топлотном проводљивошћу од 150 , силицијум добро проводи топлоту, па се због тога не користи за топлотно изоловање врућих предмета.
У свом кристализираном облику, чисти силицијум је сиве боје са металним сјајем. Попут германијума, силицијум је прилично снажан, врло крхак и подложан ломљењу. Силицијум се, попут угљеника и германијума, кристализује у дијамантску кубичну кристалну структуру, при чему му размак решетке износи 0,5430710  (5,430710 Å). Спољашња електронска орбитала силицијума, слично као и код угљеника, има четири валентна електрона. Љуске 1s, 2s, 2p и 3s су потпуно попуњене док 3p љуска садржи само два електрона од могућих шест.
Силицијум је полупроводник. Он има негативан температурни коефицијент електричног отпора, пошто се број слободних носилаца набоја повећава порастом температуре. Електрични отпор јединичног кристала силицијума се значајно мења под утицајем механичког стреса због пиезоотпорничког (пиезорезистивног) ефекта.

### Хемијске
Силицијум је металоид, врло лако отпушта или дели своја четири спољашња електрона, чиме обично гради четири везе. Попут угљеника, његова четири валентна електрона дају му могућност везања за многе друге елементе. За разлику од угљеника, силицијум може да прими и додатне електроне и да формира пет или шест веза у одређеним нешто нестабилнијим силикатним облицима. Четворовалентни силицијум је релативно инертан, али и даље може да реагује са халогеним елементима и разблаженим базама, док највећи број киселина (осим неких хипер реактивних комбинација азотне и флуороводичне киселине) нема утицаја на силицијум.

### Изотопи
Силицијум у природи је састављен из три стабилна изотопа: 28, 29 и 30Si. Међу њима, највећи удео има изотоп 28Si (92% удела у природном силицијуму). Од њих, само се изотоп 29 користи у НМР и ЕПР спектроскопији. Познато је око 20 радиоактивних изотопа, међу којима је најстабилнији изотоп 32Si са временом полураспада од 170 година, а после њега изотоп 32Si који има време полураспада од 157,3 минута. Сви остали нестабилни изотопи имају времена полураспада краћа од седам секунди, а већина од њих имају животни век краћи од десетине секунде. Силицијум нема ниједан познати нуклеарни изомер.
Масени бројеви изотопа се крећу у распону од 22 до 44. Најчешћи начин распада код шест изотопа са масеним бројевима нижим од 28 је β+, примарно дајући изотопе алуминијума (13 протона) као производ распада. Најчешћи начини распада за 16 изотопа са масеним бројевима вишим од 28 је β-, дајући као производ распада изотопе фосфора (15 протона).

## Распрострањеност
Мерено по маси, силицијум чини око 27,7% Земљине коре и други је елемент по распрострањености у кори, одмах иза кисеоника. Силицијум се обично налази у облику сложених силикатних минерала, а много ређе као силицијум-диоксид (силика, један од најзначајнијих састојака обичног песка). Чисте силицијумске кристале врло тешко је наћи у природи.
Силикатни минерали су врло разнолики. Минерали који садрже силицијум кисеоник и реактивне метале чине око 90% укупне масе Земљине коре. Разлог за то треба тражити у чињеници да при изузетно високим температурама које су карактерисале стварање унутрашњег Сунчевог система, силицијум и кисеоник су имали велики афинитет један према другом, градећи мреже силицијума и кисеоника у хемијским једињењима врло ниске стабилности. Пошто су кисеоник и силицијум били најчешћи неметални елементи који нису били у гасовитом стању у остацима прашине супернова, која је формирала протопланетарни диск при стварању и еволуцији Сунчевог система, они су формирали многе комплексне силикате који су касније срасли и спојили се у веће стјеновите планетезимале и планете сличне Земљи. На тај начин, редукована матрица силикатних минерала је заробила метале довољно реактивне да буду оксидирани (алуминијум, калцијум, натријум, калијум и магнезијум). Након губитка испарљивих гасова, као и угљеника и сумпора путем реакције са водиком, ова силикатна мешавина елемената начинила је већи дио Земљине коре. Ти силикати су имали релативно ниску густину у односу на жељезо, никл и друге метале који нису реактивни са кисеоником, тако да је резидиј невезаног жељеза и никла потонуо у језгро Земље, остављајући дебели омотач изграђен углавном из магнезиумових и жељезних силиката. Тим силикатима се сматрају углавном силикатни перовксити, као и магнезијум/жељезо оксид фероперикласи.
Примери силикатних минерала у кори укључују оне у склопу пироксена, амфибола, тињаца и група фелдспара. Ови минерали се јављају у глини и разним врстама стена попут гранита и пешчара.
Силицијум садржан у минералима се састоји од веома чистог силицијум-диоксида у различитим кристалним облицима, кварца, ахата аметиста, стеновитих кристала, калцедона, кремена, јасписа и опала. Кристали имају емпиријску формулу силицијум-диоксида, али се не састоје из одвојених молекула силицијум-диоксида на начин као код стврднутог угљик-диоксида. За разлику од њега, силика се структурално састоји од чврсте мреже силицијума и кисеоника у тродимензионалним кристалима, слично дијаманту. Мање чисти облици силике формирају природно стакло опсидијан. Биогена силика се јавља у структури диатома, радиолариа и силикатних сунђера.
Силицијум је један од основних састојака многи метеорита и састојак је тектита, силикатног минерала могућег порекла са Месеца или (ако је земаљског порекла) који је можда настао деловањем неуобичајене температуре и притиска, могуће при удару метеорита.